# Equatosypna equatorialis
Equatosypna equatorialis là một loài bướm đêm trong họ Noctuidae.